# 후빙기 반동
후빙기 반동(postglacial rebound)은 빙하기 동안 얼음 덩어리가 지각을 눌렀던 압력이 해빙되면서 지각이 위로 솟아오르는 현상을 말한다. 후빙기 반동은 지구의 역사에서 여러 번 일어났으며, 현재도 진행 중이다.
후빙기 반동은 지각의 탄성성에 의한 것이며, 지각은 얼음 덩어리의 압력에 의해 눌리면서 변형된다. 얼음이 녹으면 지각이 원래의 모양으로 돌아가려고 하는 힘이 작용한다. 이 힘이 지각을 위로 솟아오르게 하는 것이다.
후빙기 반동의 속도는 빙하의 두께와 지각의 탄성성에 따라 다른데, 빙하가 두껍고 지각이 탄성이 강할수록 후빙기 반동의 속도는 느려지게 된다.
또한 후빙기 반동은 지구의 지형을 변화시킨다. 지각이 위로 솟아오르면서 바다의 수위가 낮아지고, 빙하가 덮고 있던 지역이 드러났고, 지각의 변형으로 지진과 같은 지질학적 활동이 발생할 수도 있다.
현재 지구는 마지막 빙하기에서 벗어나고 있는 중이다. 북극과 그린란드의 빙하가 녹고 있으며, 그 결과 후빙기 반동이 일어나고 있다. 후빙기 반동은 지구의 지형과 기후에 큰 영향을 미칠 것으로 예상된다.
후빙기 반동의 영향은 다음과 같다.
- 해수면 상승: 빙하가 녹으면 지구의 해수면이 상승한다.
- 육지 융기: 빙하가 녹으면 지각이 위로 솟아오른다.
- 지질학적 활동: 지각의 변형으로 지진과 같은 지질학적 활동이 발생할 수 있다.
- 생태계 변화: 해수면 상승으로 해안 생태계가 변화할 수 있다.

후빙기 반동은 지구의 기후 변화와 밀접한 관련이 있다. 인간 활동으로 인해 지구 온난화가 가속화되면 빙하가 더 빨리 녹고, 후빙기 반동의 속도가 빨라질 수 있다. 이는 해수면 상승과 같은 심각한 문제를 초래할 수 있다.